# Меппел

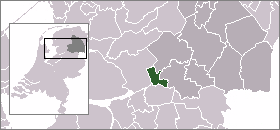
Расположение общины Меппел на карте Нидерландов

Меппел (нидерл. Meppel, нидерл. н.-сакс. Möppelt, Meppelt) — община и город на юго-западе провинции Дренте.
Население — 32591 человек (2012), в городе — 27380 жителей.
На территории современной общины известны поселения с XII века. Сам Меппел основан в XVI веке, статус города — с 1809 года (первым в Дренте). С XVII века Меппел был важным центром при транзите грузов, порт посещало множество судов.
С польдерованием территории значимость города снизилась.

## Галерея

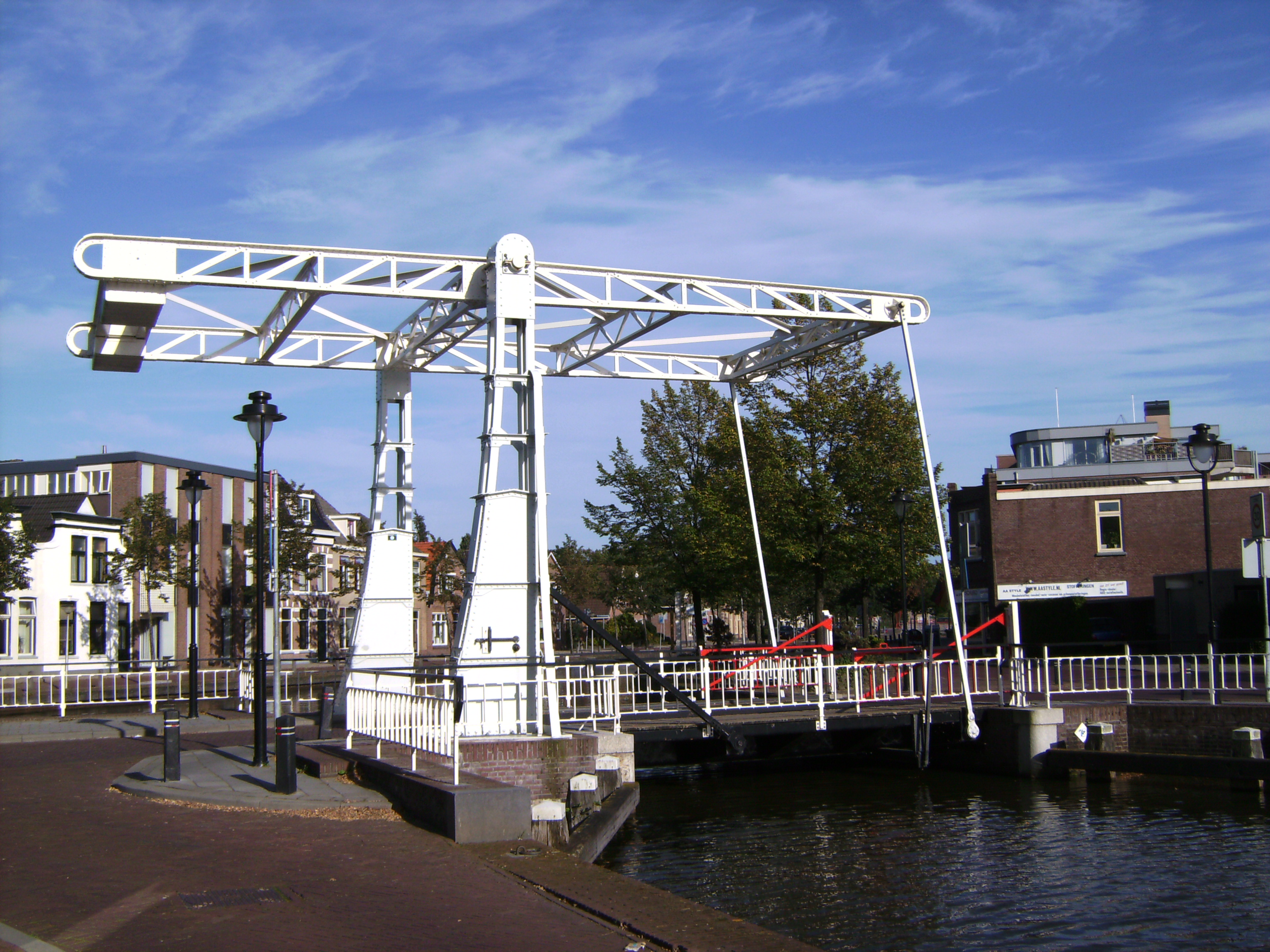
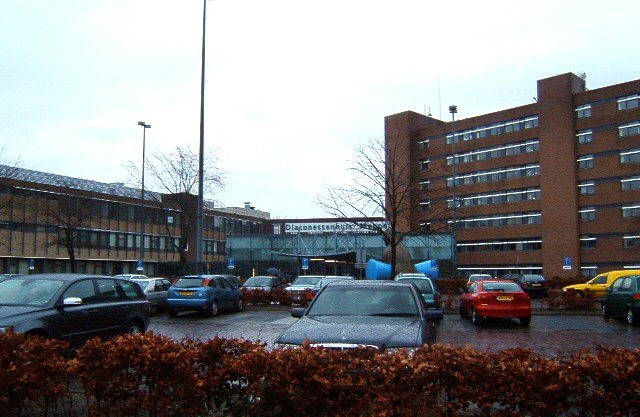
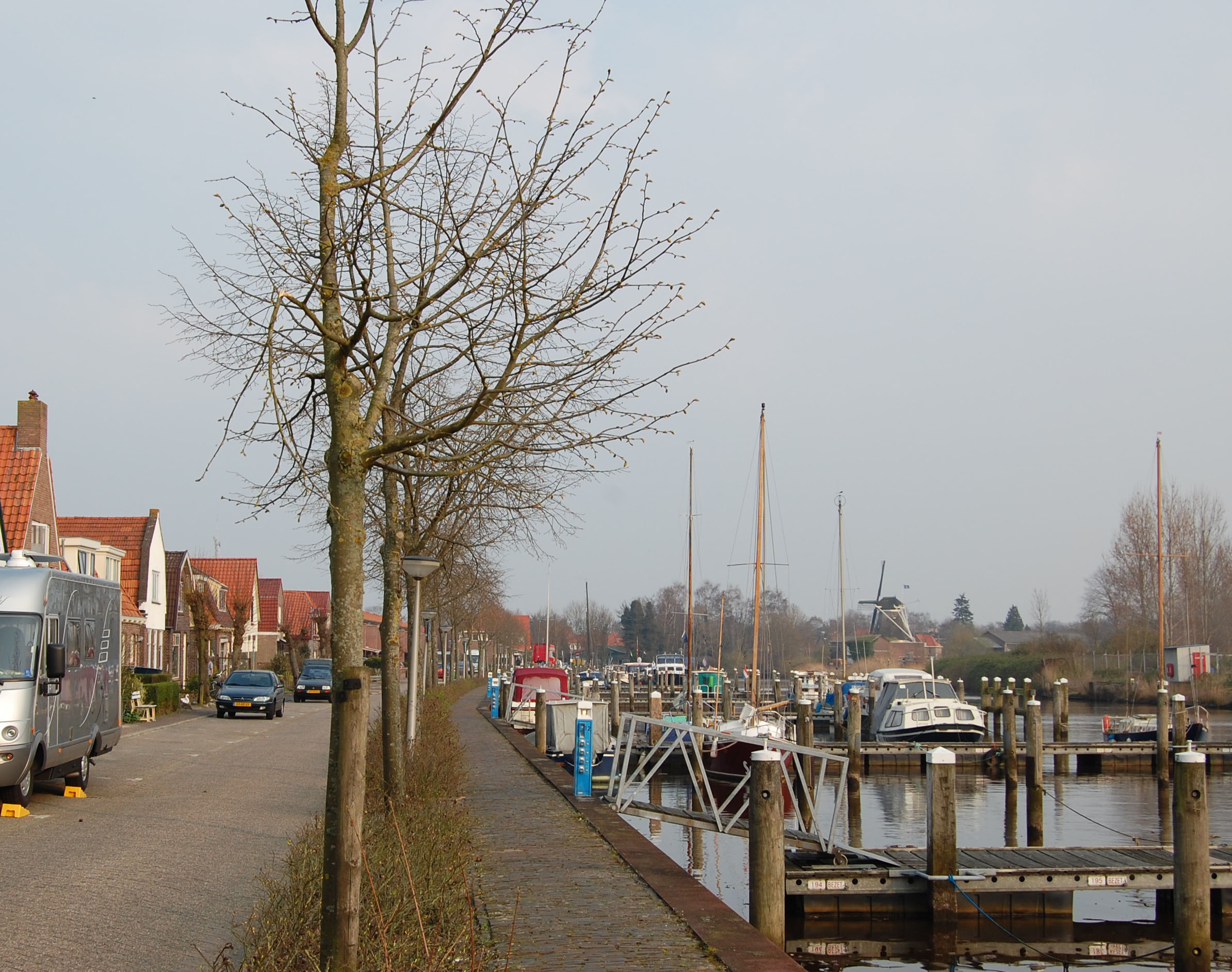
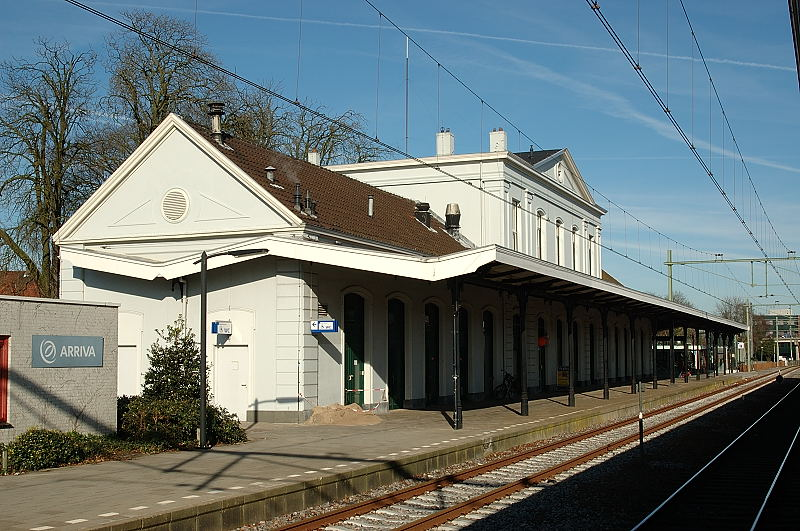